# 神西元通
神西元通（？—1578年8月5日），是戰國時代及安土桃山時代的武將。尼子氏家臣。尼子十旗之一的神西城城主。

## 生涯
神西氏為武藏七黨的小野氏先祖。鎌倉時代小野高通受鎌倉幕府任命為地頭職，前往出雲國神門郡的神西（現在的島根縣出雲市）定居。領有神西庄波賀佐村、久村、清松村等地。之後再增加美作國4660石領地。
元通擔任出雲國的戰國大名尼子氏的足輕大將，以尼子十旗之一的神西城為根據地。永祿6年（1563年），元通於毛利氏的出雲侵攻時降伏。永祿9年（1566年）月山富田城淪陷，戰國大名尼子氏滅亡。元通獲許領有原領地，並擔任伯耆國末石城主。
永祿12年（1569年），目賀田幸宣等尼子舊臣決議叛變，山中幸盛等人擁立新宮黨遺兒尼子勝久為主，組成尼子再興軍意欲復興尼子家，元通此時加入再興軍。元龜元年（1570年），毛利輝元率毛利軍與山中幸盛大戰（布部山之戰），再興軍敗北，元通逃往京都。
天正5年（1577年），尼子再興軍加入織田氏家臣羽柴秀吉的配下，於攻下播磨國上月城之後，以該城為據點。但後來毛利氏率6萬大軍將上月城團團包圍。在此種軍勢劣勢之下，秀吉未派出援軍，而進攻別所長治的三木城。救援無望的尼子再興軍與毛利方談判，希望藉由尼子一族自殺，以換取城兵活命，上月城才開城投降。此議獲得毛利方同意。
天正6年（1578年），尼子勝久以下的尼子一族全部自殺，元通也跟著自殺。